# Parco naturale dell'Alvão
Il Parco naturale dell'Alvão (in portoghese Parque Natural do Alvão) è un'area protetta fondata nel 1983 e situata nei comuni di Mondim de Basto e Vila Real, nelle sottoregioni Tâmega e Douro del nord del Portogallo. Sebbene sia il più piccolo dei parchi naturali del Portogallo, si estende per 72,2 chilometri quadri (27,9 mi²) di terreno montuoso, popolato da circa 700 specie botaniche locali.

## Storia
Il parco è stato istituito l'8 giugno 1983, ai sensi del decreto-legge 237/83, come parco naturale classificato.
Al fine di sostenere la conservazione della natura, una risoluzione del Consiglio dei ministri (142/97) del 28 agosto 1997 ha integrato Alvão in un'area di classificazione più ampia, ai sensi del regolamento Natura 2000 dell'Unione europea: Sítio Alvão-Marão como (Sítio TCON0003 – Alvão-Marão). In questo quadro sono state inserite direttive comunitarie, come quelle per le specie di uccelli (79/409/CEE, 2 aprile) e gli habitat (92/43/CEE, 21 maggio), al fine di contribuire alla conservazione degli habitat e delle rispettive specie di flora e fauna considerate minacciate all'interno dell'Unione europea.

## Geografia

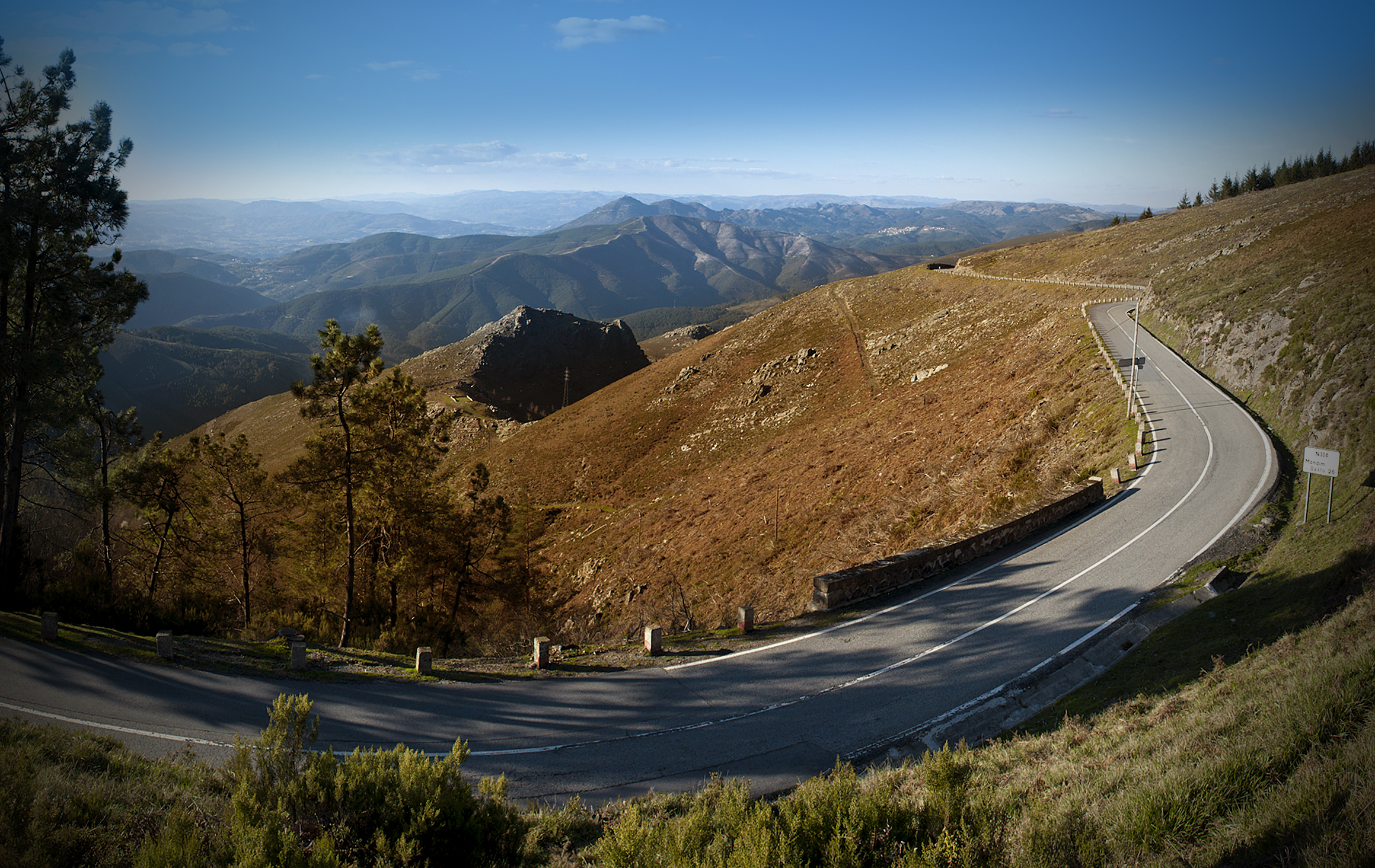
Vista sulla catena montuosa

Il parco si trova nelle province di Trás-os-Montes e Alto Douro, nel distretto di Vila Real, diviso tra i comuni di Vila Real (parrocchie di Borbela, Lamas de Olo e Vila Marim) e Mondim de Basto (parrocchie di Ermelo e Bilhó), e occupa un'area di 72,2 chilometri quadri (27,9 mi²).
La vetta più alta del parco naturale è Caravelas, 1 339 metri (4 393 ft) sul livello del mare, e il punto più basso è Lousa lungo il Rio Olo, a circa 260 metri (850 ft) sul livello del mare. C'è un dislivello di 1 079 metri (3 540 ft), e il parco è diviso in due zone: una sopraelevata lungo lo spartiacque del Rio Olo che corrisponde per lo più alla parrocchia di Lamas de Olo, e una zona più bassa che comprende Ribeira de Fervença e lo spartiacque dell'Olo nella parrocchia di Ermelo. Il passaggio tra le due zone è segnato da un improvviso dislivello associato alla cascata di Fisgas.

### Geografia fisica

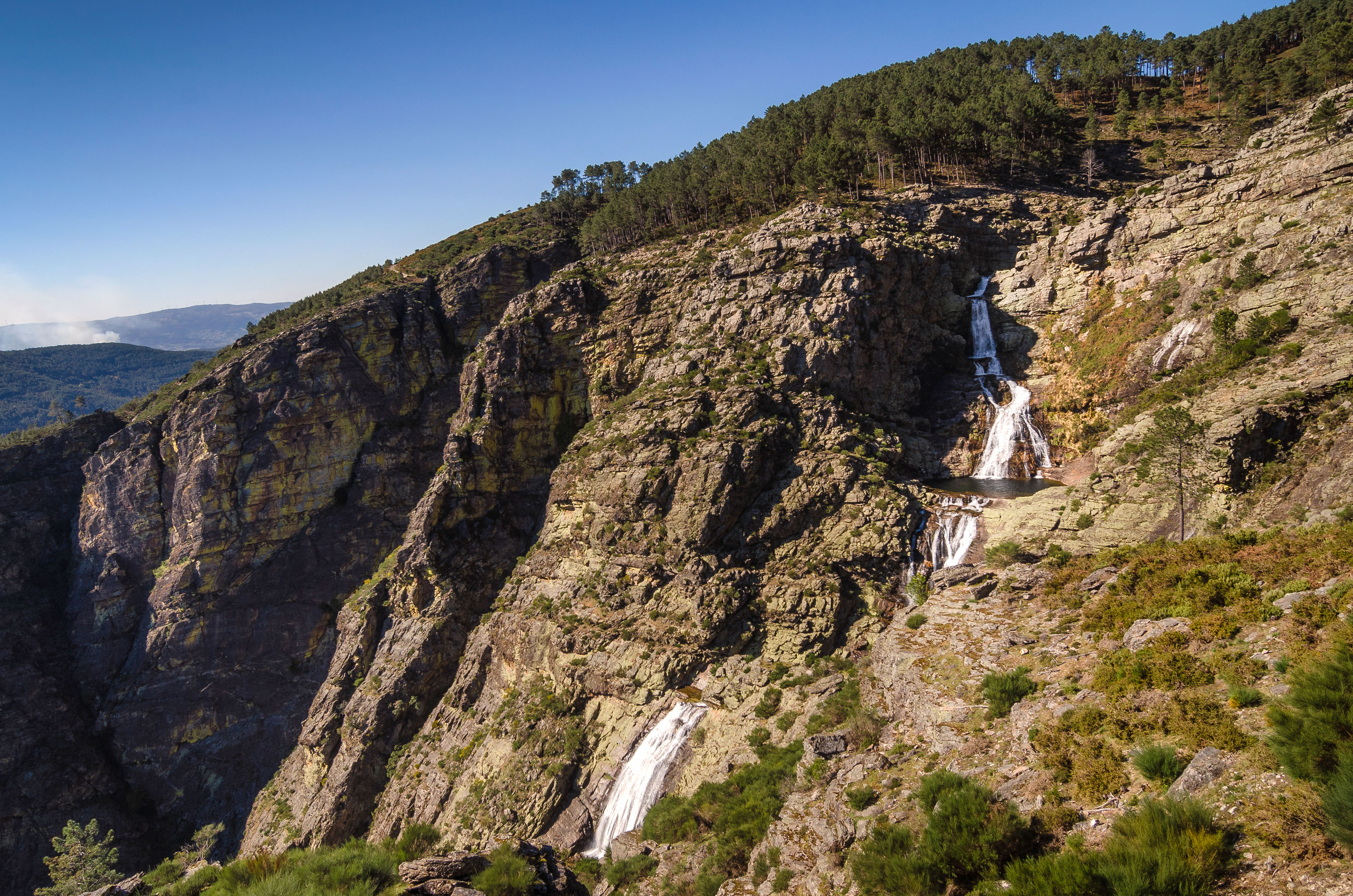
Fisgas de Ermelo, una delle cascate del parco

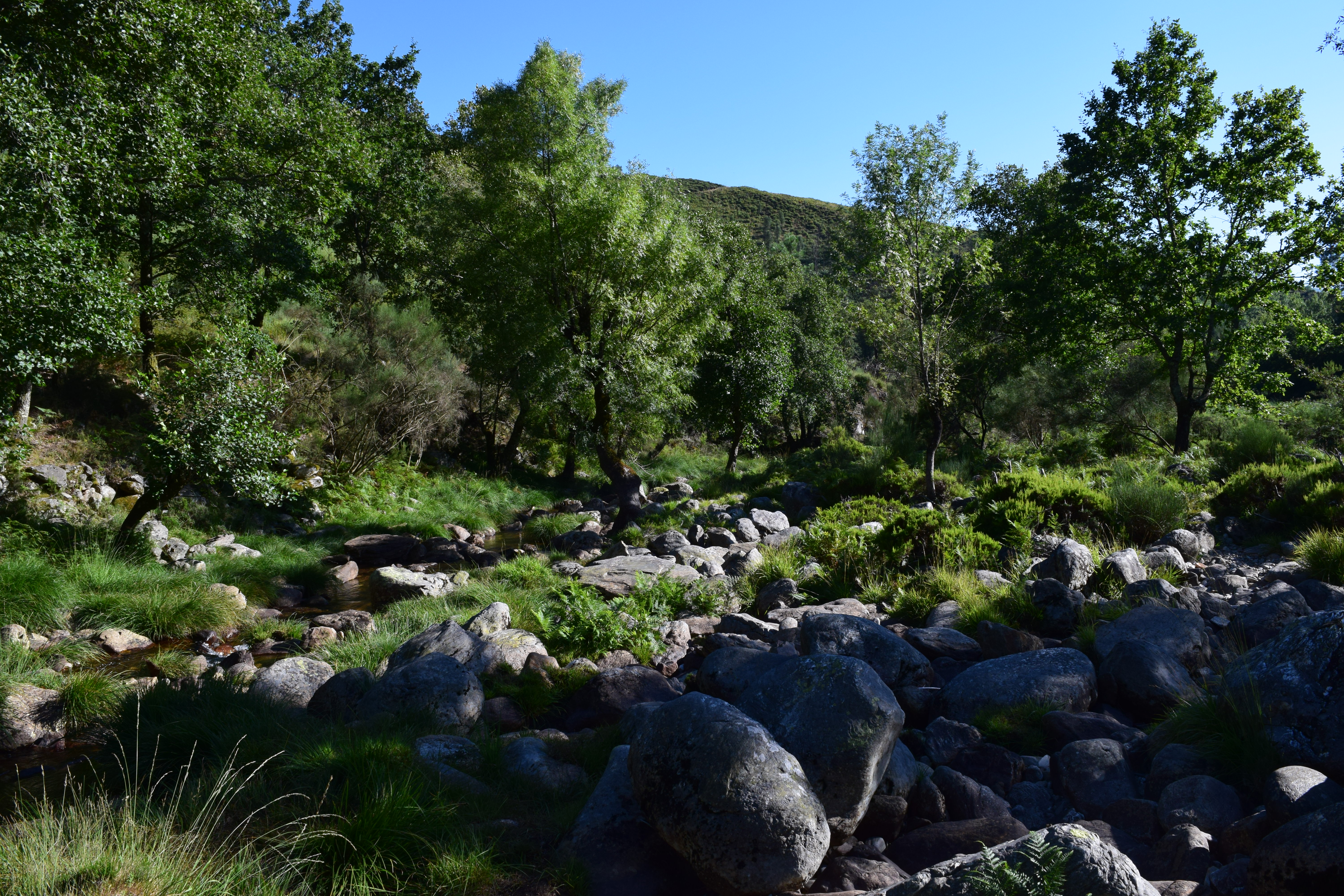
Gli argini rocciosi del fiume Olo nella zona bassa nel parco naturale

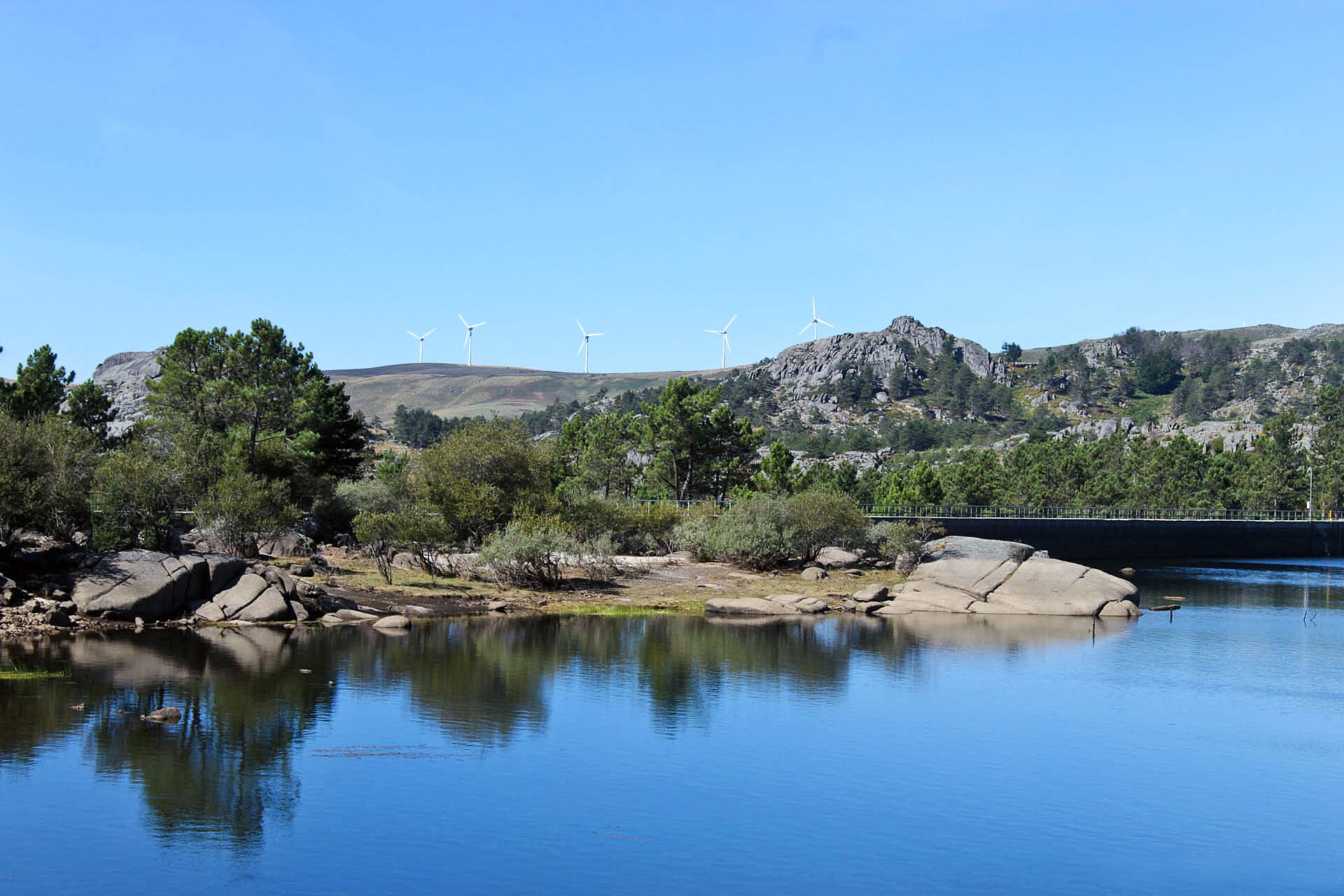
Vista dalla diga di Cimeira

Proprio come gran parte della regione Transmontana, PNAL è situato all'interno del Maciço Antigo (Antico Massiccio), all'interno della sottoregione Galiza-Trás-os-Montes, un'unità geomorfologica di roccia ignea e metamorfica formata da movimenti ercinotipici che orientano i primi gruppi lungo un asse da nord-est a sud-ovest. Ad accompagnare questi movimenti c'erano grandi espansioni di magma granitico e prolungata erosione secondaria, con conseguenti falesie sedimentarie e catene montuose non accentuate. Una fase terziaria, nelle zone rialzate, ha determinato fratture nell'asse dominante nord-est-sudovest, determinando una variazione di rilievo dovuta alla diversa resistenza delle rocce.
L'area è caratterizzata da una regione geologica dicotomica, tra scisti e rocce granitiche.
- Da un lato c'è la Zona Alta (a est) dominata da recenti formazioni granitiche derivanti da profondi movimenti ercinotipici crostali, post-tettonici, come il granito intorno a Lamas de Olo.[4] Questa pietra è comunemente granito grezzo, biotitico, porfirico, ma ci sono sacche di granodiorite media, bianca di origine ignea e medio-fine che dominano la parrocchia di Vila Marim, marcata dal caos granítico dell'Arnal.[4] A nord, sono tipiche le formazioni geologiche rappresentative del PNAL, il Maciço Compósito (Massiccio composito) di Vila Real, che comprende la maggior parte del massiccio che si estende da Freixo de Espada à Cinta fino alla Serra da Cabreira. Queste formazioni sono parte dei movimenti ercinotipici meso-crostali; roccia sin-tettonica F3, caratterizzata da chiazze di silicati duali di mica (da medi a grossolani) con megacristalli radi (maggioranza); macchie di mica fine, e chiazze di granito porfirico duale di mica (da medio a grossolano).[4]  A ovest c'è il caos granítico che appartiene al Cambriano medio e superiore; la Formação de Desejosa (formazione di Desejosa) associata al Douro, è costituita da un gruppo di filladi grigie e nere alternate con livelli di siltite e grovacca con tracce di carbonio. C'è anche una faglia andalusitica alla cima di Caravelas, nella zona di Muas e la cascata di Moinho de Galegos da Serra.[6]
- Alternativamente, è la Zona Basale, dominata da una formazione sedimentaria paleozoica, situata nella parte orientale del Parco.  La Formação de Santos (Formazione Santos) con fillade alternata, scisto grigio e siltite evolve in fillite, grovacca e miscuglio del primo Devoniano e la Formação de Campanhó (Formazione Camponhó) comprendente scisti di carbonio con abbondanti livelli di scisto dal tardo Siluriano.  La significativa Formação de Pardelhas (formazione Pardelhas) appartiene al medio Ordoviciano, comprendente ardesia, scisti grafitico-phyllite, scisti cheratolitici, filladi grigio con rari livelli di metasiltstone. Questa formazione è associata a una transizione tra litologia contrapposta (Zone Superiore e Basale), producendo una geomorfologia unica di un paesaggio elevato e una geologia di interesse.  Le cascate lungo il Rio Olo, tra cui Fisgas de Ermelo, si verificano presso una formazione di quarzite armoricana, appartenente al Lanvirniano-arenigiano del primo Ordoviciano, composta da alternanza di quarzite, metasiltstone e fillite con livelli misti di ferro, quarzite impura, grigio- filliti nere e quarziti fini, in terrazze aperte orientate a sud-ovest, lungo il fiume. Da un'altezza di 800 metri (2 600 ft), il fiume scende lungo varie cascate fino a 250 metri (820 ft), lungo un percorso di 1 500 metri (4 900 ft). Appartenente alla geologia del periodo Venloquiano-Landeiliano, unità di cornubianite minerale argillosa e carboniosa che compaiono nella parte superiore dei Lamas de Olo e dell'Alvadia. L'area di Lamas è inoltre ricoperta da piccoli depositi alluvionali e chiazze argillose lungo la valle, caratteristiche dei letti dei fiumi che uniscono il Graben di Tãmega e la Vale da Campeã.

### Clima
Il parco ha un clima temperato atlantico con caratteristiche mediterranee. I promontori del fiume Olo sono influenzati dalle masse d'aria marittime che si innalzano oltre il confine orientale del parco. Ciò si traduce in forti precipitazioni durante i mesi invernali. Questi mesi sono freddi e piovosi, con frequenti nevicate in alta quota, mentre in estate è secco e caldo. La maggior parte delle piogge si verificano nei mesi più freddi, mentre durante i periodi secchi le precipitazioni sono scarse, o concentrate in un solo mese. La variazione di pendenza consente un microclima diversificato, con vegetazione diversa tra alta e bassa quota. La combinazione di condizioni microclimatiche e precipitazioni ha portato alla creazione di un paesaggio lussureggiante.

### Bioma

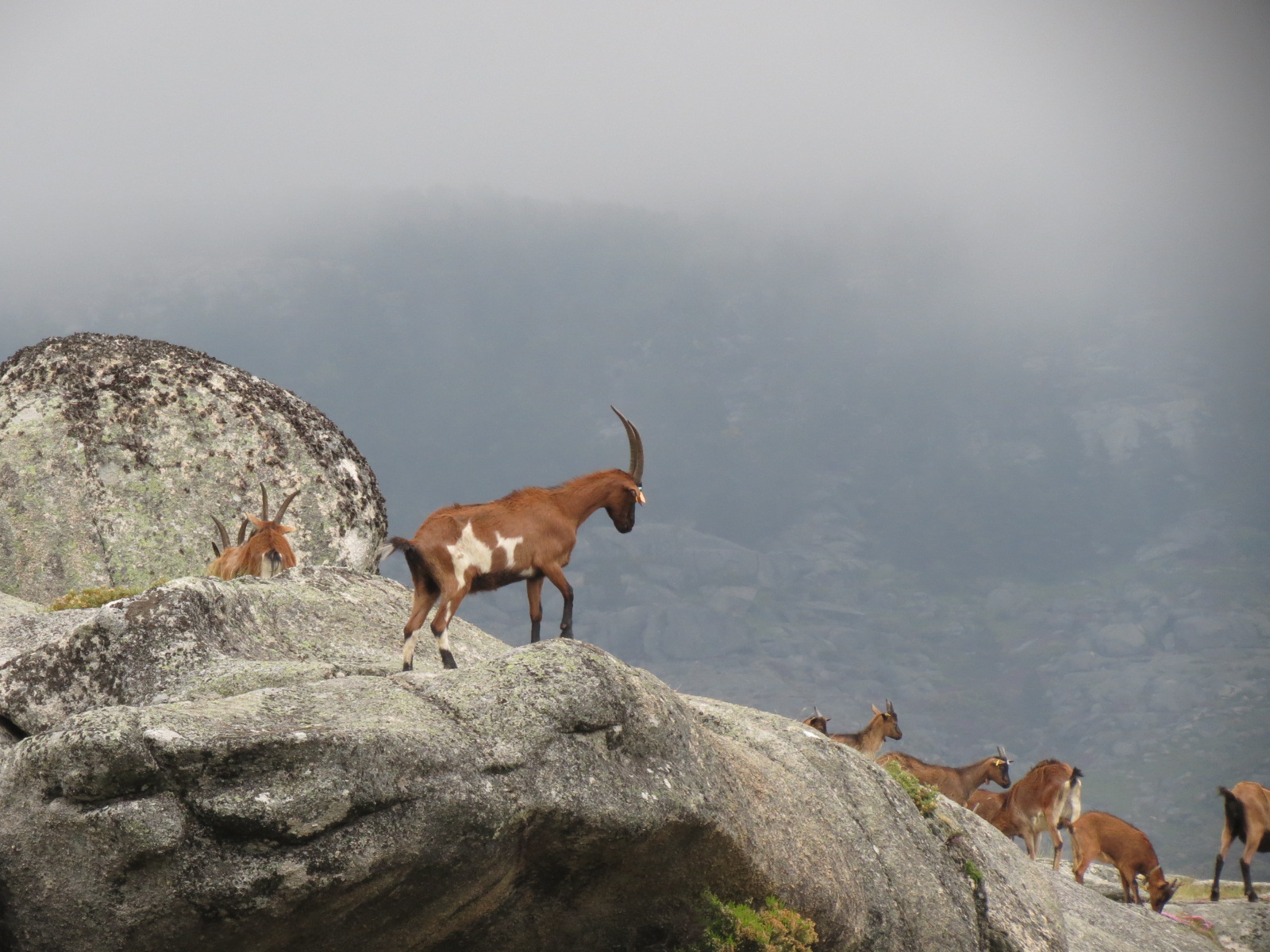
Capre di montagna che si arrampicano lungo le colline rocciose all'interno del parco

Le querce dominano le maggiori aree sopraelevate, soprattutto lungo le sponde del fiume, insieme a specie di nocciolo comune, agrifoglio, castagno e alloro, formando boschi misti che comprendono piante rare come la drosera, una specie di pianta carnivora che si trova nelle terre umide lungo il lungofiume.
Il fiume Olo è ricco di trote ed è popolato dalla lontra.
In tutta la regione le popolazioni di uccelli sono diverse e comprendono coppie nidificanti di aquile reali. Le popolazioni di mammiferi sono caratterizzate dalla presenza di cinghiali, caprioli, tassi, lepri iberiche e conigli selvatici.
Tra i rettili della zona vi sono la lucertola smeraldo iberica e la vipera di Lataste.

### Geografia umana

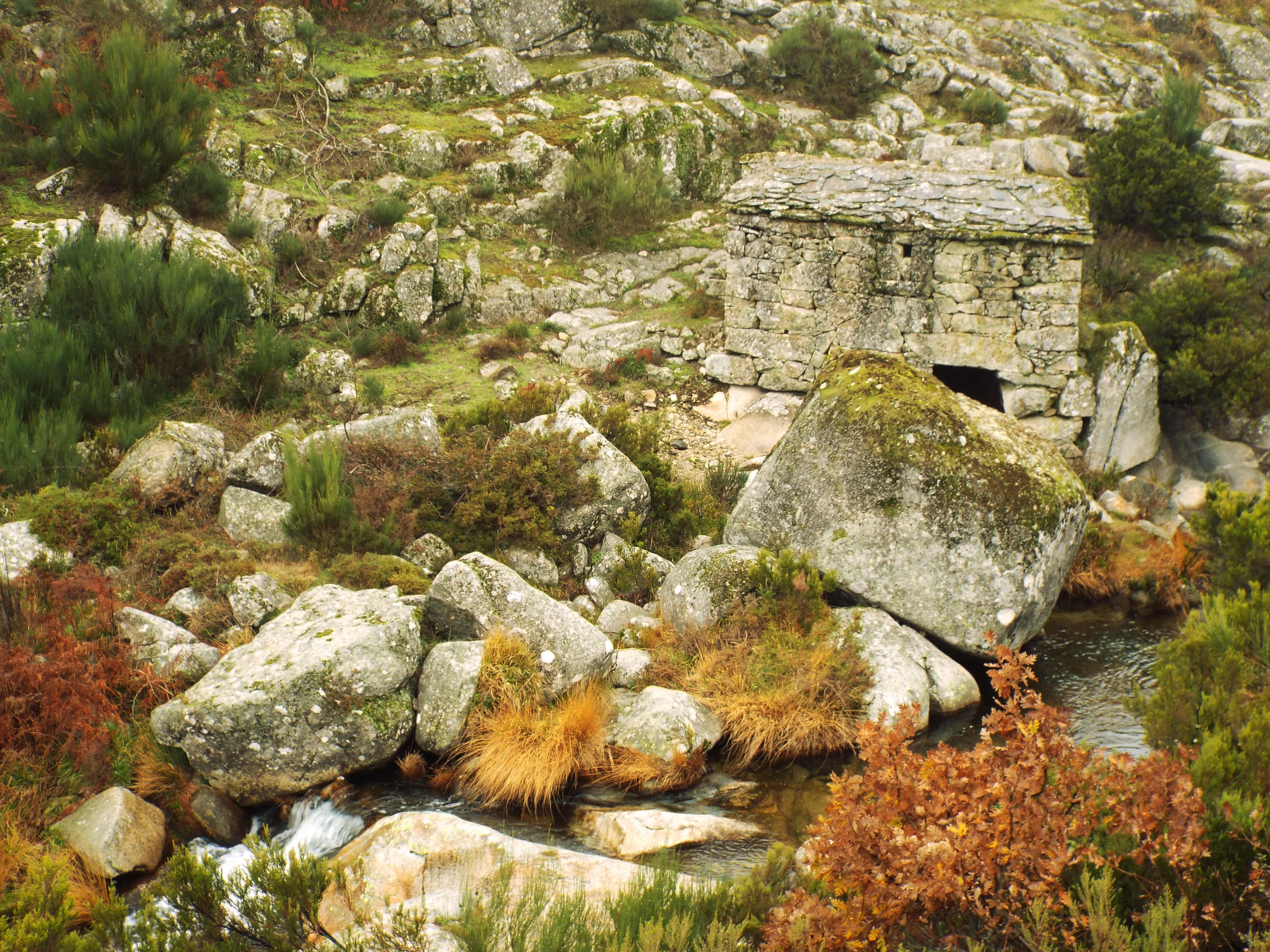
Un mulino ad acqua abbandonato lungo il corso d'acqua di Alvão

L'architettura tradizionale della regione è uno stile montano, specialmente a Ermelo e Lamas de Olo, influenzato dalla natura sociologica e artigianale del paesaggio, o come a Fervença, influenzato dalla necessità agraria lungo un paesaggio terrazzato.